# Henrique Jorge Guedes
Henrique Jorge Guedes (São José dos Campos, 17 de diciembre de 1887 - São Paulo, 12 de mayo de 1973) fue un ingeniero civil y político brasileño. Fue diputado federal y alcalde de São Paulo entre 1931 y 1932.
Nació en São José dos Campos, hijo de Joaquim Camilo Guedes y AMélia Martins Guedes. A los 11 años, luego de la muerte de su padre, se mudó a São Paulo y se dedicó a ser ayudante de comercio. Estudió en la Escuela Politécnica de la Universidad de São Paulo y se graduó de ingeniero civil en 1914 y en 1920 inició su labor como profesor sustituto de la escuela. En 1931 fue designado como alcalde de São Paulo por el interventor federal del estado Manuel Rabelo y vio el inicio de la revolución constitucionalista de 1932. Asunusnim entre 1935 y 1937 ejerció el cargo de diputado federal por el estado de Sao Paulo. Académicamente, además de obtener el grado de Doctor en ciencias físicas y matemáticas, fue director de la Escuela Politécnica además de formar parte del grupo de fundadores de la Pontificia Universidad Católica de São Paulo.
Fue socio de la constructora Malta & Guedes Ltda. que fue considerada como la constructora "más famosa de la época" y director de otras empresas de construcción. 
Falleció en Sao Paulo, el 12 de mayo de 1973.